# Batracomorphus lavinia
Batracomorphus lavinia är en insektsart som beskrevs av Knight 1983. Batracomorphus lavinia ingår i släktet Batracomorphus och familjen dvärgstritar. Inga underarter finns listade i Catalogue of Life.